# غرانت باريت
غرانت باريت (بالإنجليزية: Grant Barrett)‏ هو معجمي أمريكي، ولد في 1970 في الولايات المتحدة.